# Distrikt Mbale
Mbale ist ein Distrikt im östlichen Uganda zu Füßen des Mount Elgon, der auf der Grenze zu Kenia liegt. Die Hauptstadt ist das gleichnamige Mbale. Die Fläche des Distrikts beträgt 518 km².
Der Zensus von 2002 stellte eine Bevölkerung von 721.242 Menschen fest, von denen 92 % im ländlichen Umfeld leben. Daher ist auch die Landwirtschaft mit den Hauptproduktionsgütern Kaffee, Bohnen, Kochbananen, Mais, Zwiebeln, Kartoffeln, Karotten und Süßkartoffeln der wichtigste Wirtschaftssektor. 2014 lebten 488.960 Menschen in Mbale.
Die Bevölkerung gehört großenteils zu den Bamasaba und Bagisu, deren Sprache Lugisu wichtige Verkehrssprache in Mbale ist.